# Oswaldo Arthur Bratke
Oswaldo Arthur Bratke (Botucatu, 24 de agosto de 1907 - São Paulo, 6 de julho de 1997) foi um dos principais nomes da arquitetura paulista.
Em 1926 entrou na Escola de Engenharia da Universidade Mackenzie. Ainda como estudante, venceu o concurso para o Viaduto Boa Vista, em São Paulo. Diplomou-se em 1931 como arquiteto-engenheiro.
Dois anos depois começa uma sociedade com o arquiteto Carlos Botti, com quem projeta e constrói mais de 400  projetos residenciais em estilo eclético, principalmente em São Paulo. Em 1938 eles desenvolvem o projeto de reforma e ampliação do Parque Balneário de Santos e do Grande Hotel de Campos do Jordão.
Em 1942, Botti morre em uma acidente aéreo. Oswaldo então, começa uma carreira solo aonde se propõe a desenvolver exclusivamente projetos de arquitetura, se afastando do envolvimento direto da execução da obra. É neste momento que se consagra como um dos primeiros escritório de arquitetura moderna de São Paulo.  De sua prancheta, na sua casa ateliê na Rua Avanhandava,  saem projetos que atendem a todo o tipo de programa: desde residências unifamiliares, edifícios de apartamentos residenciais, comerciais, hospitais, estações de trens para a companhia mogiana de estradas de ferro até projetos urbanísticos. 
Nos projetos  de edifícios comercias se destacam, nas esquina da Rua Araújo e Rua Major Sertório, três exemplares reconhecidos pelo patrimônio histórico: o Edifício ABC (1949), Edifício Jaçatuba (1942) e Edifício Renata Sampaio Ferreira(1956) com seu volume no térreo para serviços e uma torre vertical de escritórios todos emoldurados por um elementos vazados em sua fachada. Outros edifícios significativos foram - Hospital Infantil do Morumbi (1951/56) - hoje Darcy Vargas - Balneário em Águas de Lindóia (1952) -com jardins de Roberto Burle Marx - Escola e Centro Piloto de Reabilitação da AACD (1958) - Escola da Minas e Metalurgia da USP (1960).
Em parceria com o engenheiro Oscar Americano define a urbanização do bairro paineiras do morumbi, determinando um traçado de ruas que acompanham as curvas de nível. Nesta época, projeta duas residências icônicas neste bairro, como a sua própria casa e a do engenheiro, hoje Fundação Maria Luísa e Oscar Americano, ambas se caracterizam por um volume formado por pilares e vigas muito delgados de concreto e laje plana -  o volume de se define e se  compõe por fechamentos e aberturas. Estes se alternam entre alvenaria, elementos vazados, esquadrias com venezianas ou vazios que se transforma em pátios.
Em 1955 vence a concorrência para projeto urbanístico e arquitetônico das cidades de Serra do Navio e Vila Santana implantadas pela ICOMI -Indústria e Comércio de Minérios S.A, no estado do Amapá.  Sendo o seu primeiro projeto urbanístico deste porte e no meio da floresta Amazônica; o arquiteto se prepara estudando os hábitos locais, o modo de vida dos ribeirinhos e dados do meio ambiente. Visitou também outras cidades destinadas a mineração no Brasil e em outros países como Estados Unidos, Inglaterra, Venezuela, Chile, Colômbia e Caribe. Como resultado temos a primeira cidade modernista do país, aonde o arquiteto atua em todos os campos - desde a escolha do terreno até os detalhes do mobiliário. Sua premissa  era o conforto térmico em todas as edificações, sem exceção, tirando partido de grandes beirais, venezianas de madeira, elementos vazados de concreto e implantação favorável a ventilação. 
A Vila Serra do Navio tem uma implantação única, suas ruas prescindem de cercas ou muros. Áreas de gramados e jardins definem a circulação por entre as edificações. O organograma rígido da empresa estabelece a distribuição das moradias com zonas bem demarcadas. Na entrada da vila, encontra -se o centro de acolhimento e alojamentos temporários, seguido do  setor de casas dos operários; separado pelo núcleo de equipamentos urbanos, por um clube esportivo com alojamentos e pela topografia; se encontra o setor dos funcionários graduados. O Centro Cívico abrigava uma escola com parque infantil; um hospital com centro de saúde e unidade de enfermagem com 30 leitos - que vira modelo no estado; um clube social com cine-teatro e uma igreja ecumênica.  
Oswaldo possuía um comportamento discreto e aversão a notoriedade, no entanto foi um nome muito significativo, um precursor da arquitetura moderna brasileira. Hoje, seu acervo se encontra em parte na Faculdade de arquitetura e urbanismo da universidade de São Paulo, no Centro Georges Pompidou em Paris e na casa da arquitectura no Porto. 

## Principais obras

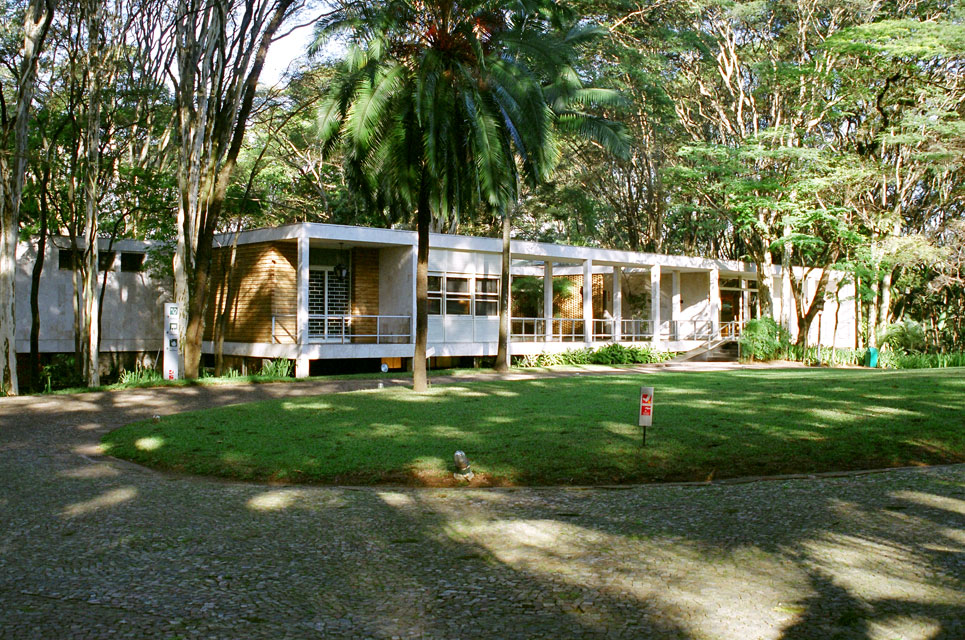
Fundação Maria Luisa e Oscar Americano

- 1932 - Viaduto Boa Vista, São Paulo
- 1938 Reforma e Ampliação do Parque Balneário de Santos
- 1941 Urbanização do Jardim Embaixador em Campos do Jordão e diversos projetos residenciais
- 1942 Edifício Jaçatuba, rua major Sertório, São Paulo
- 1942 Urbanização da Ilha Porchat e casas na ilha
- 1943 Edifício Residencial Rua General Jardim
- 1947 Atelier e residencia do arquiteto na rua Avanhandava
- 1949 Edifíco ABC, Rua Araújo, São Paulo
- 1950 Urbanização do bairro Paineiras do Morumbi
- 1951 Hospital Infantil do Morumbi
- 1952. Residência Maria Luisa e Oscar Americano, 1952 (atual Fundação Oscar Americano).
- 1954. Residência do arquiteto no bairro do Morumbi, São Paulo.
- 1954. Balneário Municipal de Águas de Lindóia, São Paulo.
- 1955 a 1960 - projeto e implantação Vila Serra do Navio, Amapá
- 1956. Residência à rua Suécia, São Paulo
- 1956  Edifício Renata Sampaio Ferreira, rua Major Sertório, São Paulo
- 1958 Pedra fundamental da Sede da AACD
- 1959  Casa a Beira Mar Ubatuba
- 1960. Estações Ribeirão Preto e Uberlândia da Companhia Mogiana de Estradas de Ferro.[1]
- 1960 Escola de Minas e Metalurgia da Universidade de São Paulo
- 1965. Edifício residencial à rua Avanhandava, São Paulo
- 1960. Residência no Jardim Guedala, São Paulo
- 1990. Residência na praia de Pernambuco, Guarujá, 1988-1990